# 코아세르베이트

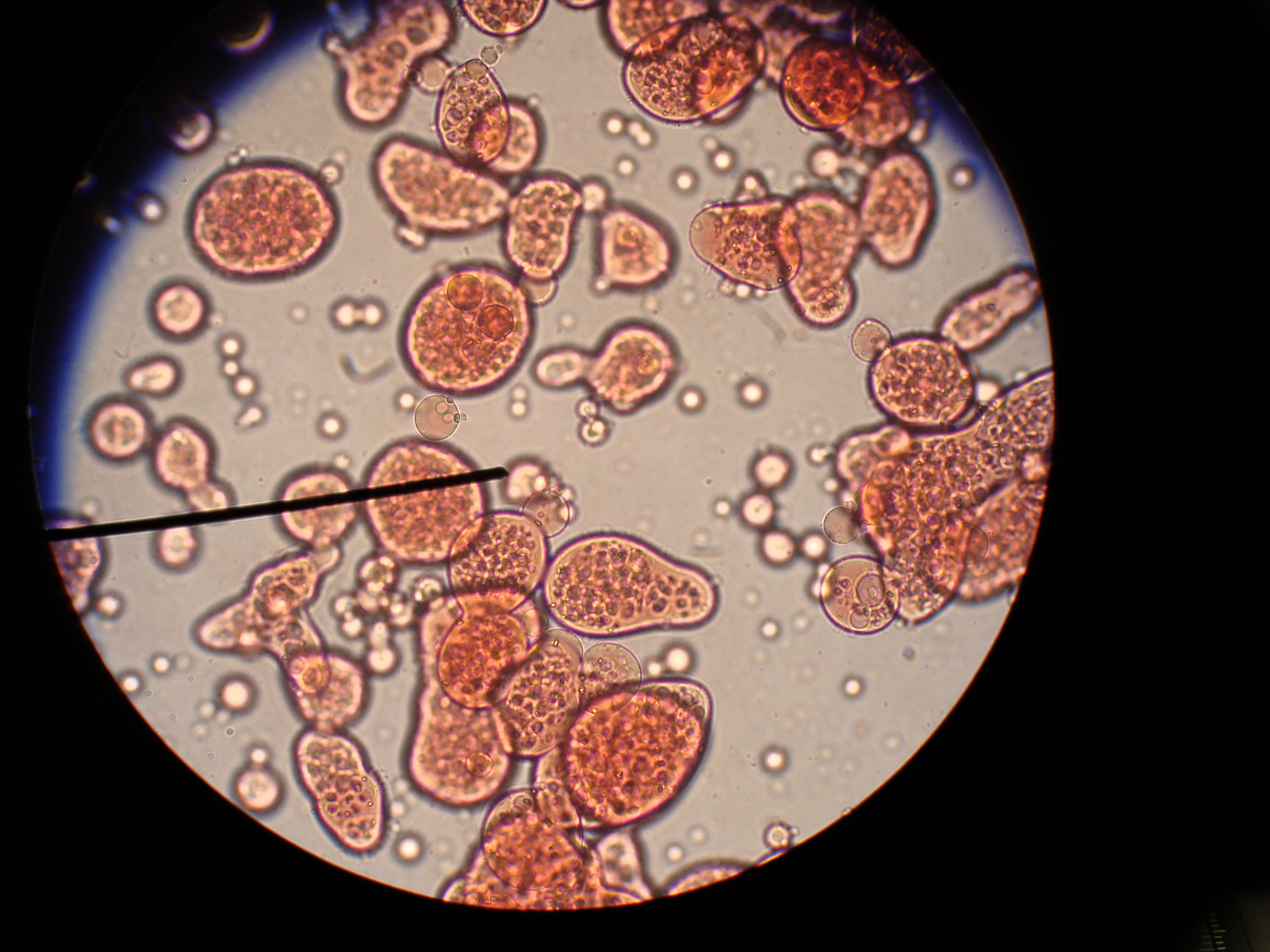

코아세르베이트(Coacervate)란 여러 유기물이 모인 액체 방울 형태의 무생물을 말한다. 유기물들이 물 분자를 붙여 콜로이드 입자 상태로 존재하다가 서로 모여 막이 생기면 코아세르베이트가 생겨난다. 이것은 자연이 아닌 실험실에서 만들어졌으며 오파린이 주장하였다.

## 특징
코아세르베이트는 생명체라고는 할 수 없지만 외부 물질을 받아들이고 내부 물질을 밖으로 내보내기도 하며, 일정크기 이상이 되면 둘로 분열되는 등의 특징을 보이기 때문에 원시 생명체의 기원으로 추정하였었다. 하지만 생물의 특징 중 없는 것이 있어 마이크로스피어나 리포솜 등 생명의 기원에 대한 다른 가설을 세우게 되었다.

## 같이 보기
- 프로토셀
- 인공 세포